# Ryszarda
Ryszarda – żeński odpowiednik imienia Ryszard pochodzenia germańskiego.
W styczniu 2024 r. w rejestrze PESEL, wśród publicznie dostępnych danych dotyczących osób żyjących, wykazano 4026 kobiet o imieniu Ryszarda nadanym jako imię pierwsze.
Ryszarda imieniny obchodzi 18 września, jako wspomnienie św. Ryszardy Szwabskiej.
Zdrobnienia: Rysia, Ryśka.

## Kobiety noszące imię Ryszarda
- Ryszarda Hanin – polska aktorka[6]
- Ryszarda Szwabska – cesarzowa, święta katolicka
- Ryszarda Racewicz – polska śpiewaczka operowa
- Ryszarda Rurka – polska lekkoatletka.